# Alannguaq Qerrilip Tasia
L'Alannguaq Qerrilip Tasia è un lago della Groenlandia.  Si trova presso la costa del Mare del Labrador, a 240 m sul mare, a 60°50'N 45°16'O; appartiene al comune di Kujalleq.